# Hiram (artisan)
Pour les articles homonymes, voir Hiram.
Hiram (hébreu: חירם) est un personnage du premier livre des Rois et du deuxième livre des Chroniques, qui font partie de la Bible. Il est fils d'une veuve de la tribu de Dan et d'un père Tyrien. Le roi de Tyr Hiram Ier l'envoie à Salomon, roi de Judée et fils de David, pour l'aider à bâtir le temple de Salomon.

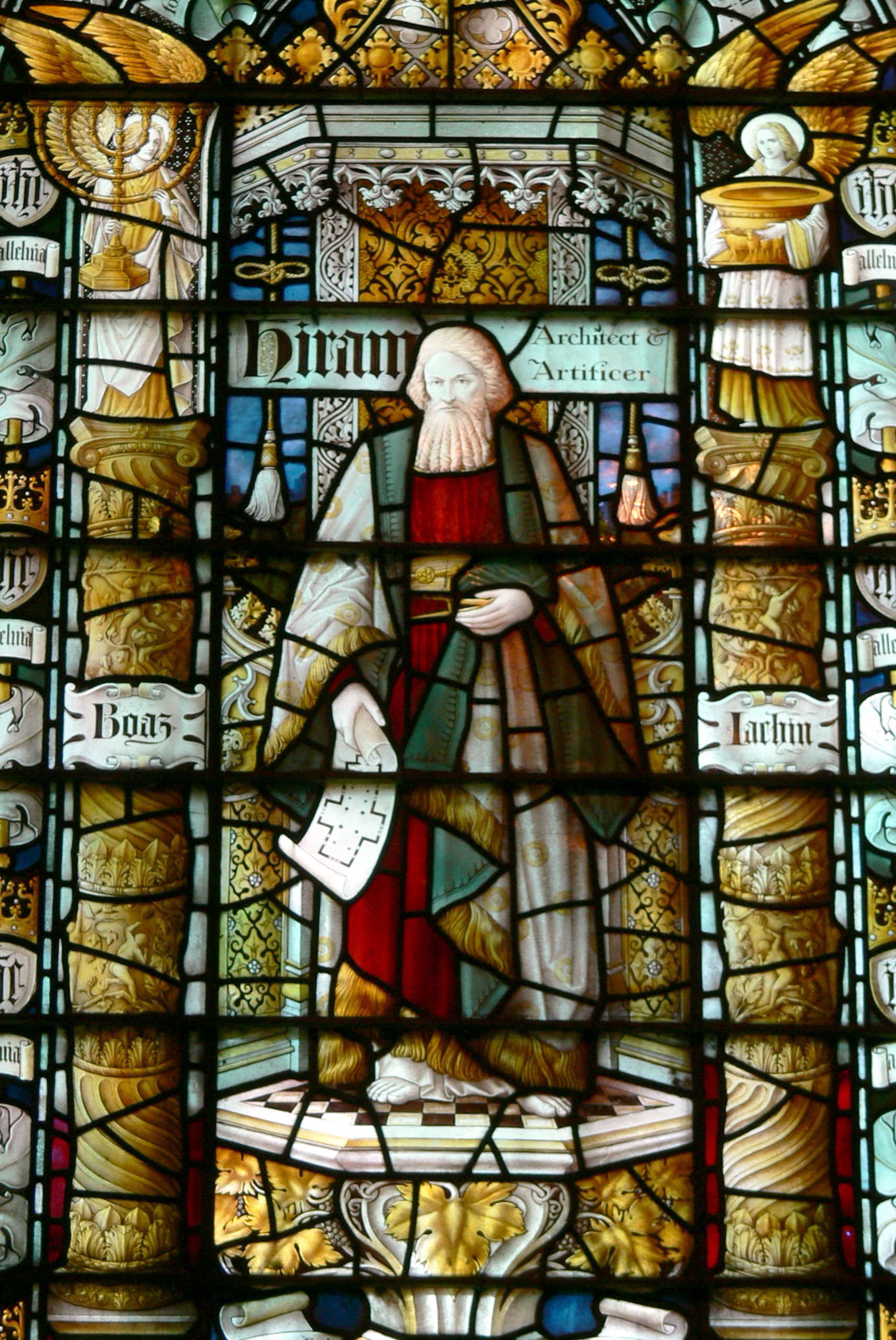
Hiram représenté entre les deux colonnes du temple, vitrail de St John's Church, Chester (Angleterre, 1900).

## Dans la Bible
Son nom est évoqué dans la Bible, au premier livre des Rois (I Rois, 7:13) : spécialiste du travail du bronze, « rempli de sagesse, d'intelligence et de connaissance », il s'occupa, à la demande de Salomon, de la décoration du Temple (« la maison de l'Éternel »). Il moula et dressa les deux colonnes Jakin et Boaz avec leur chapiteau (Jakin ou Jachin, la colonne de droite, et Boaz ou Bohaz, celle de gauche) près du vestibule du Temple. Il conçut également une « mer d'airain » (vasque circulaire) de dix coudées (4,5 m) qui reposait sur douze bœufs de bronze, des chaudrons et des calices. Ce temple fut détruit par l'armée des Chaldéens en 587 avant notre ère et le bronze fut emporté à Babylone.
Dans le deuxième livre des Chroniques (II Ch. 2,14), Hiram est appelé « Huram-Abi » (Houram-Abi ou Hiram-Abi), il connaît « tout l'art de la gravure et la fabrication de tous les objets ». Dans la Bible, l'histoire de Hiram, l'artisan, s'arrête là.

## En franc-maçonnerie
Au début du XVIIIe siècle, une légende d'Hiram, s'appuyant sur le personnage biblique et faisant de lui l'architecte du temple de Salomon, est apparue dans les rites maçonniques de la franc-maçonnerie.